# Mitchell River National Park
Mitchell River National Park är en nationalpark i Australien.   Den ligger i delstaten Victoria, i den sydöstra delen av landet, 300 km sydväst om huvudstaden Canberra. Mitchell River National Park ligger 262 meter över havet. Arean är 143 kvadratkilometer.
I omgivningarna runt Mitchell River National Park växer i huvudsak städsegrön lövskog.